# Corilidia lenta
Corilidia lenta är en insektsart som beskrevs av Nielson 1982. Corilidia lenta ingår i släktet Corilidia och familjen dvärgstritar. Inga underarter finns listade i Catalogue of Life.